# Joachim von Sandrart

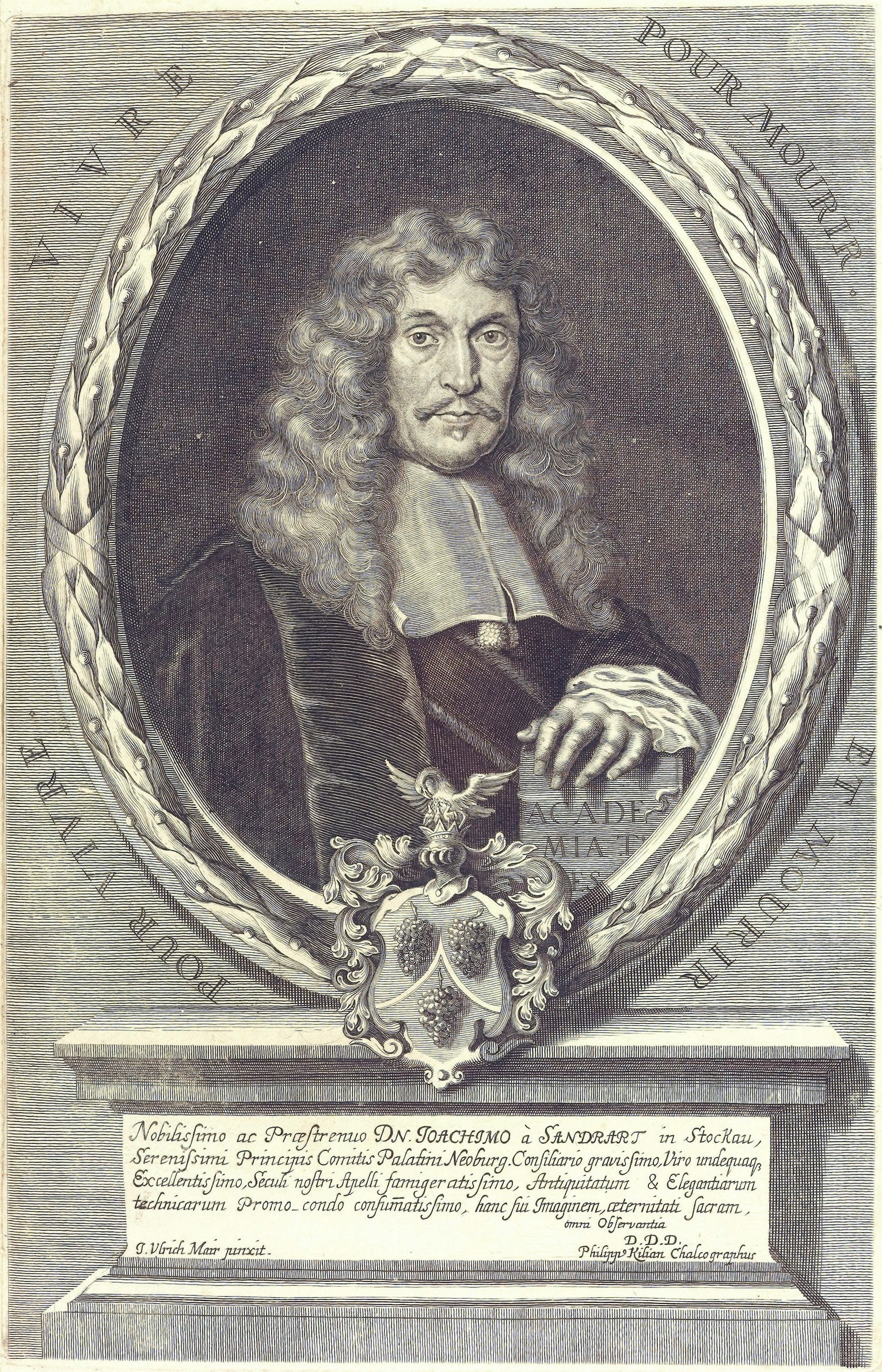
Gravure van Joachim von Sandrart

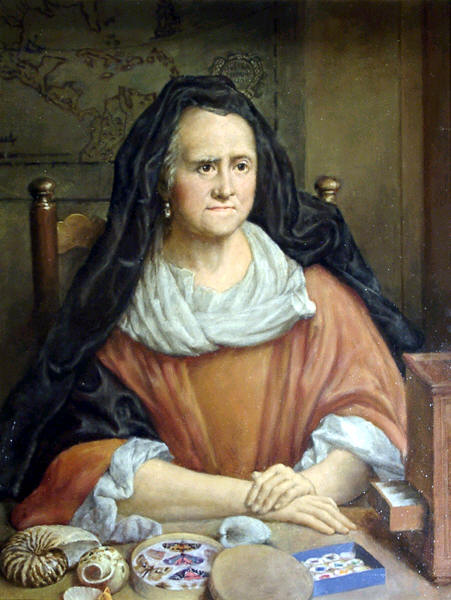
Portret van Esther Barbara von Sandrart (geb. Bloemart), de tweede echtgenote van Joachim van Sandrart, door George Desmarées

Joachim von Sandrart (Frankfurt am Main, 12 mei 1606 – Neurenberg, 14 oktober 1688) was een Duitse graveur, kunsthistoricus, barokschilder en vertaler. Tussen 1637 en 1642 was hij actief in Amsterdam en tekende hij diverse keren leden van de geslachten Bicker, Vossius, Barlaeus en Samuel Coster. In de Stephansdom te Wenen is van hem de Kruisiging van Christus te zien.

## Biografie
Sandrart stamde uit een rijke Calvinistische koopmansfamilie en kreeg de bijbehorende goede opleiding. Hij nam lessen bij Gerard van Honthorst in Utrecht en reisde met Rubens door de Nederlanden. Met Honthorst reisde hij naar Engeland. Bij Thomas Howard kopieerde hij werk van Holbein.
Vervolgens trok hij naar Napels en Malta. In Rome leerde hij Pieter van Laer en de Bentvueghels kennen. Paus Urbanus VIII verstrekte hem diverse opdrachten en in 1635 was hij terug in Frankfurt.
In 1638, na de ontvangst van Maria de' Medici in Amsterdam, kreeg Sandrart een opdracht voor een schuttersstuk met Cornelis Bicker als kapitein, bestemd voor de Kloveniersdoelen.
In 1642 trok hij naar Beieren en schilderde in opdracht van Maximiliaan I, keurvorst van Beieren, de maanden van het jaar. August van Saksen-Weißenfels schonk hem het lidmaatschap van een kunstbroederschap.
In 1670 richtte hij de eerste kunstacademie op in Augsburg. Willem van Bemmel werd toen mogelijk aangesteld als docent.
Sandrart schreef na veertig jaar reizen de Teutsche Akademie, waarin hij de levens beschreef van (Duitse) schilders, zoals Matthias Grünewald, en waarin hij stelling nam tegen het werk van Gerard de Lairesse. Sandrart was beïnvloed door het Schilder-boeck van Karel van Mander. Zowel Sandrart als Van Mander baseerden zich weer op Giorgio Vasari. Het werk van Sandrart was op zijn beurt een bron voor Arnold Houbraken, toen die zijn Schouburg schreef.

## Galerij

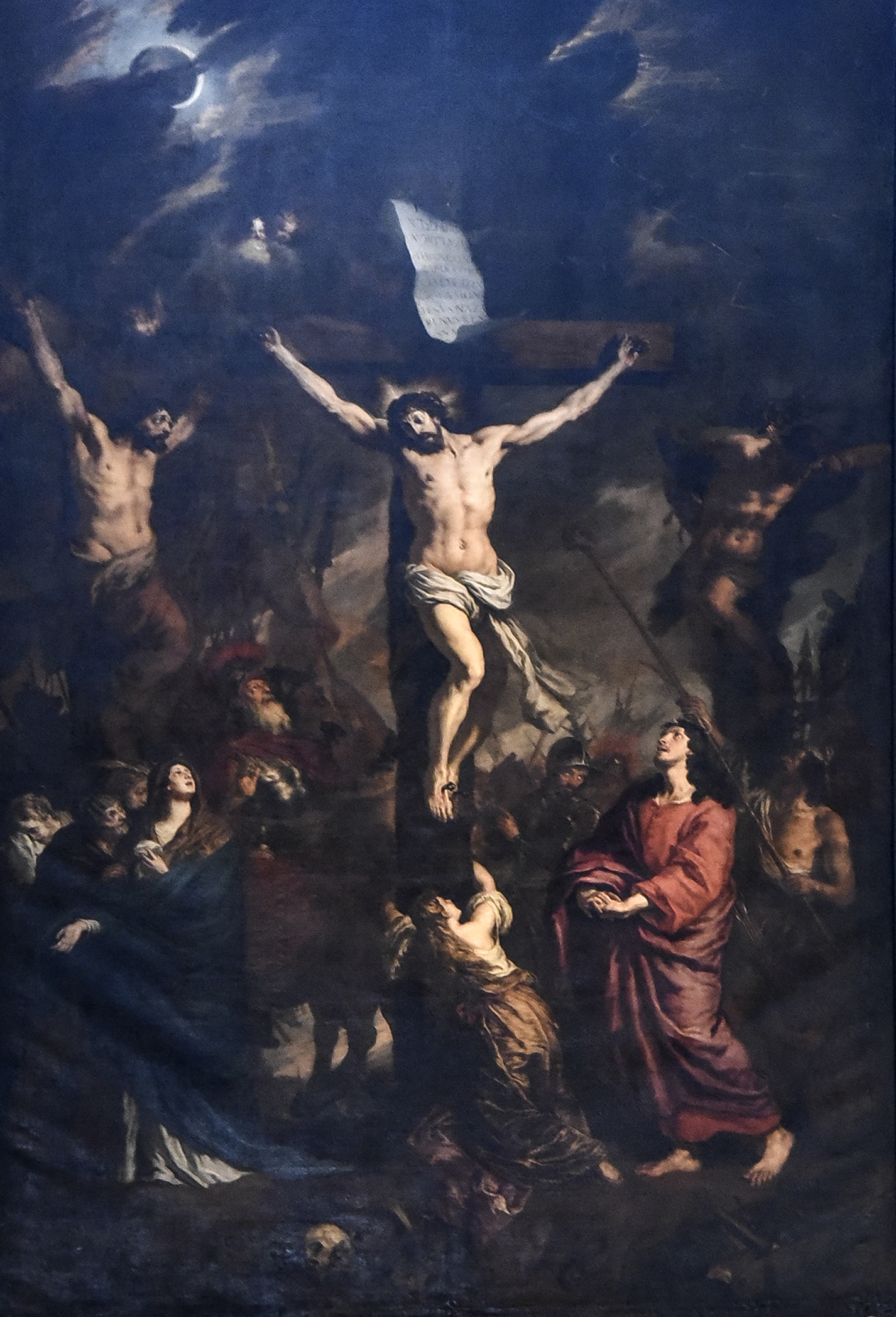
Kruisiging van Christus
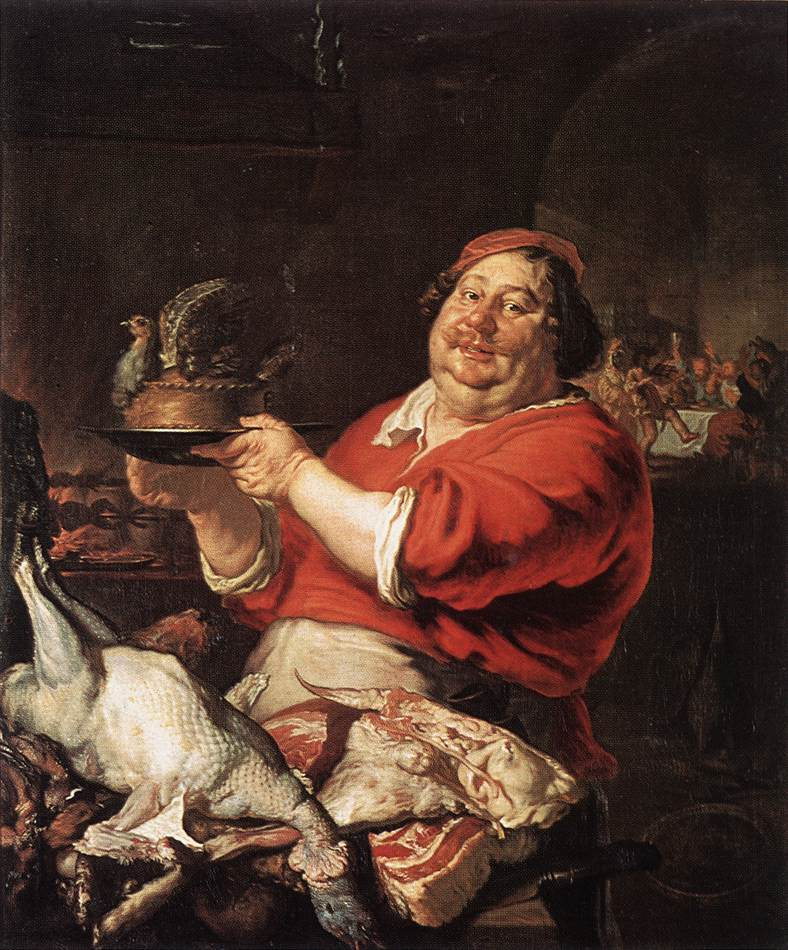
De maand februari
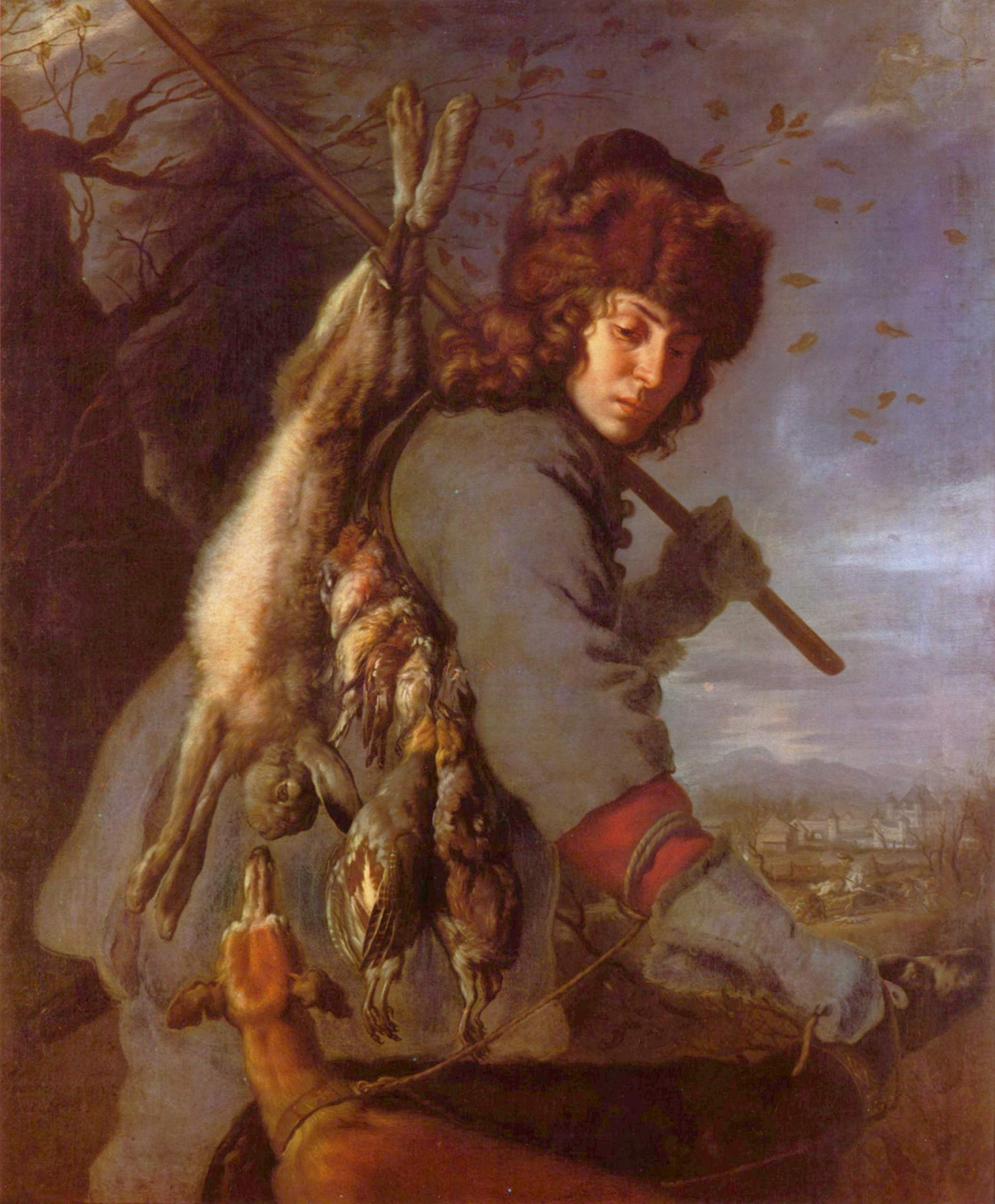
De maand november

- Auckland Art Gallery Toi o Tāmaki: 2261
- Bibsys: 90881048
- Biblioteca Nacional de España: XX1260906
- Bibliothèque nationale de France: cb12454967w (data)
- Biografisch Portaal: 45033235
- CiNii: DA12131050
- Gemeinsame Normdatei: 118794396
- International Standard Name Identifier: 0000 0001 2102 0033
- KulturNav: 99135858-c102-48ff-973b-9337d018b24b
- Library of Congress Control Number: n85294063
- Nationale Bibliotheek van Tsjechië: jn20030401001
- Nationale bibliotheek van Australië: 35526333
- Nationale Bibliotheek van Israël: 987007276837805171
- Nederlandse Thesaurus van Auteursnamen: 071184899
- Réseau des bibliothèques de Suisse occidentale: 02-A003784333
- RKD-Nederlands Instituut voor Kunstgeschiedenis: 69604
- LIBRIS: 344642
- SNAC: w6c57gmg
- Système universitaire de documentation: 033710279
- Trove: 984861
- Union List of Artist Names: 500014974
- Virtual International Authority File: 66562250
- WorldCat: E39PBJhhqxydbCfYgJPRftxCcP